# パトリス・ド・マクマオン
マクマオン伯爵およびマジェンタ公爵マリー・エドム・パトリス・モーリス・ド・マクマオン（フランス語: Marie Edme Patrice Maurice de Mac-Mahon, comte de Mac-Mahon, duc de Magenta, 1808年7月13日 - 1893年10月16日）は、19世紀フランスの軍人、政治家。第3代大統領(フランス第三共和政)。大陸ヨーロッパにおいて国家元首に就任した、唯一のアイルランド系の人物である。

## 生涯

### 初期の経歴
ブルゴーニュのソーヌ＝エ＝ロワール県シュリー（オータンの近く）で17人兄弟の16番目として生まれた。祖先はもともとアイルランドのクレア県出身で、イングランド王ジェームズ2世の時代にリムリック県からフランスに移住し、1749年に帰化した。フランス人貴族女性と結婚した祖父ジャン＝バティストはルイ15世によって伯爵に叙任され、その一族は徹底した王党派の傾向があった。

### 軍人として

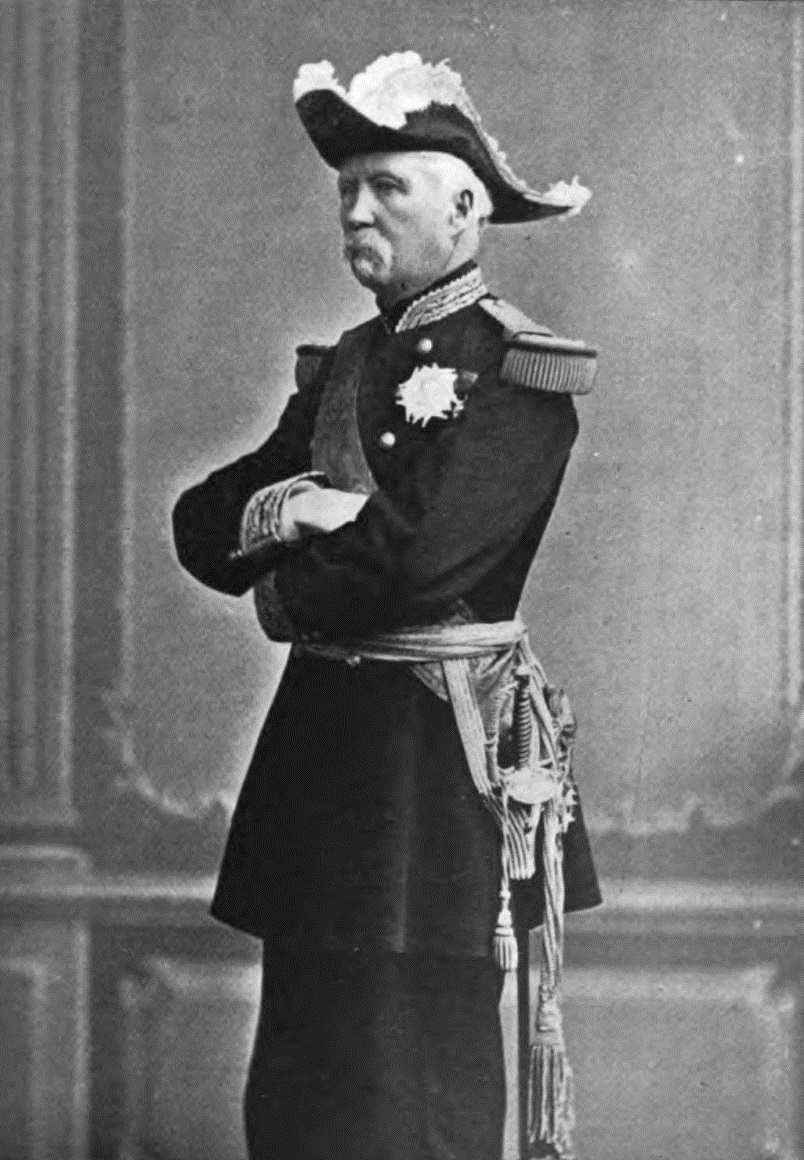
マクマオン元帥

サン＝ルイ高等中学 (Collège Saint-Louis à Paris) とサン・シール陸軍士官学校で学び、1827年に卒業した。陸軍ではアシャール将軍の副官を務め、1830年のアルジェリア征服戦争に参加した。1834年から1854年までアルジェリアに在勤し、1837年のコンスタンティーヌ攻撃で負傷した。1843年にはフランス外人部隊司令官となり、1852年少将に昇進した。クリミア戦争では1855年9月8日の総攻撃に際してセバストーポリのマラコフの戦いで傑出した功績を立て、フランス陸軍最高のポストに内定したが、謝絶してアルジェリアに戻ることを選択した。1856年には上院議員に任命されている。
ナポレオン3世がイタリア統一戦争に介入した戦役では第2軍団司令官としてオーストリアと戦い、1859年6月4日のマジェンタの戦いでフランスの勝利を決めた。このため後にナポレオン3世によってマジェンタ公爵の称号を贈られている（フランス元帥）。1864年9月1日からアルジェリア総督となり、1870年の普仏戦争が勃発するとアルザス軍を率いて戦った。
しかし同年7月のセダンの戦いで仏軍は大敗し、ナポレオン3世自身も捕虜となったため、9月4日臨時国防政府が成立し、第三共和政を宣言した。臨時政府は1871年1月28日、対独講和を行い、ボルドーで国民議会を開催してアドルフ・ティエールを大統領とする共和制政府を樹立した。対独講和に反対するパリ市民はパリ・コミューンを成立させたが、ヴェルサイユに拠点を置いた新政府はパリ・コミューン弾圧に乗り出した。マクマオンはこのヴェルサイユ政府の総司令官としてパリ・コミューンを鎮圧して第三共和政の大立者となった。

### 大統領職
1873年ティエール辞職後に大統領に選出された。1870年代の第三共和政下では政体を王制にするか共和制にするかで深刻な対立が続いた。
1876年2月20日と3月5日に第三共和国憲法に従い議会選挙が行われ、上院では王党派、下院では共和派が優勢になり、共和派オポチュニスト党（Républicains modérés、opportunistes、穏健共和派）のジュール・シモンを首相に選ばざるをえなかった。
根っからの王党派であったマクマオンは、1877年の5月16日の危機（フランス語: Crise du 16 mai 1877）では、5月17日にシモン首相を解任した。しかし、10月の議会選挙で共和派が台頭。以前にも増して軋轢が増え、7年の任期を待たず1879年1月30日に辞職した。

### 死去
1893年10月8日にモンクレソンのラ・フォレスト城で死去し、10月22日に国葬の礼をもってオテル・デ・ザンヴァリッドの地下聖堂に埋葬された。